# Championnat d'Europe de football des moins de 17 ans 2020
 (juin 2025).
Motif : Y'a t'il vraiment besoin d'un article complet sur une compétition annulée? La simple mention dans l'article Championnat d'Europe de football des moins de 17 ans suffit. L'édition 2021 n'a d'ailleurs pas d'article car annulé également.
- Archive Wikiwix
- Bing
- Cairn
- DuckDuckGo
- E. Universalis
- Gallica
- Google
- G. Books
- G. News
- G. Scholar
- Persée
- Qwant
- (zh) Baidu
- (ru) Yandex
- (wd) trouver des œuvres sur Wikidata

| 1. | Préciser le motif de la pose du bandeau. | Précisez le motif de la pose du bandeau en utilisant la syntaxe suivante : {{admissibilité à vérifier\|date=juin 2025\|motif=remplacez ce texte par le motif}}                                                                 |
| 2. | Informer les utilisateurs concernés.     | Pensez à avertir le créateur de l'article, par exemple, en insérant le code ci-dessous sur sa page de discussion : {{subst:avertissement admissibilité à vérifier\|Championnat d'Europe de football des moins de 17 ans 2020}} |

Navigation
Euro 2019 Euro 2022
La phase finale de l'édition 2020 du Championnat d'Europe de football des moins de 17 ans devait se dérouler du 21 mai au 6 juin 2020 en Estonie. Les joueurs nés après le 1er janvier 2003 pouvaient y participer.
La compétition est finalement annulée par l'UEFA en raison de la pandémie de Covid-19,.

Pour les mêmes raisons, l'édition qui devait se dérouler à Chypre en 2021 est également annulée.

## Compétition

### Groupe A
| Rang | Équipe | Pts | J | G | N | P | Bp | Bc | Diff |
| ---- | ------ | --- | - | - | - | - | -- | -- | ---- |
| 1    |        | 0   | 0 | 0 | 0 | 0 | 0  | 0  | 0    |
| 2    |        | 0   | 0 | 0 | 0 | 0 | 0  | 0  | 0    |
| 3    |        | 0   | 0 | 0 | 0 | 0 | 0  | 0  | 0    |
| 4    |        | 0   | 0 | 0 | 0 | 0 | 0  | 0  | 0    |

### Groupe B
| Rang | Équipe | Pts | J | G | N | P | Bp | Bc | Diff |
| ---- | ------ | --- | - | - | - | - | -- | -- | ---- |
| 1    |        | 0   | 0 | 0 | 0 | 0 | 0  | 0  | 0    |
| 2    |        | 0   | 0 | 0 | 0 | 0 | 0  | 0  | 0    |
| 3    |        | 0   | 0 | 0 | 0 | 0 | 0  | 0  | 0    |
| 4    |        | 0   | 0 | 0 | 0 | 0 | 0  | 0  | 0    |

### Groupe C
| Rang | Équipe | Pts | J | G | N | P | Bp | Bc | Diff |
| ---- | ------ | --- | - | - | - | - | -- | -- | ---- |
| 1    |        | 0   | 0 | 0 | 0 | 0 | 0  | 0  | 0    |
| 2    |        | 0   | 0 | 0 | 0 | 0 | 0  | 0  | 0    |
| 3    |        | 0   | 0 | 0 | 0 | 0 | 0  | 0  | 0    |
| 4    |        | 0   | 0 | 0 | 0 | 0 | 0  | 0  | 0    |

### Groupe D
| Rang | Équipe | Pts | J | G | N | P | Bp | Bc | Diff |
| ---- | ------ | --- | - | - | - | - | -- | -- | ---- |
| 1    |        | 0   | 0 | 0 | 0 | 0 | 0  | 0  | 0    |
| 2    |        | 0   | 0 | 0 | 0 | 0 | 0  | 0  | 0    |
| 3    |        | 0   | 0 | 0 | 0 | 0 | 0  | 0  | 0    |
| 4    |        | 0   | 0 | 0 | 0 | 0 | 0  | 0  | 0    |